# جمال ميتشيل
جمال ميتشيل (بالإنجليزية: Jamel Mitchell)‏ (26 مايو 1975 بهونولولو في الولايات المتحدة - ) هو لاعب كرة قدم أمريكي في مركز الهجوم. لعب مع سبورتينغ كانساس سيتي وRochester Rhinos ‏ وNashville Metros ‏ وHershey Wildcats ‏ وأتلانتا سيلفرباكس ونادي بان.

## وصلات خارجية
- جمال ميتشيل على موقع الدوري الأمريكي (الإنجليزية)
- جمال ميتشيل على موقع قاعدة بيانات كرة القدم.إي يو (الإنجليزية)